# 마스터플랜
마스터플랜 프로덕션(Masterplan Production)은 대한민국의 힙합 및 인디 밴드 레이블이다. 1997년 힙합 클럽의 형태로 시작, 2001년 정식으로 레이블로 출범했으며 2007년부터 힙합 외의 장르로 확장, 현재는 자매 레이블인 해피 로봇 레코드와 함께 인디 밴드 레이블로써의 활동이 중심이 되고 있다. 해피로봇 레코드와는 크게 마스터플랜 뮤직그룹(MPMG)으로 묶여있다. 줄여서 MP라고도 한다.

## 역사

### 제1기: 클럽 MP (1997~2001)
Masterplan은 1993년, 음악감상 및 평론모임으로 시작하였다. 1997년 12월 모임의 일원이었던, 별명 돈마니로 불리는 이종현 씨를 비롯하여 최한수, 김상규 씨 등의 공동투자를 통해 신촌의 클럽 푸른굴 양식장을 인수하여 클럽 Masterplan을 만들었다. 당시만 해도 힙합할 곳이 없던 한국에서 MP는 언더그라운드 래퍼들이 공연할 수 있는 얼마 안 되는 곳 중 하나였으며, 곧 힙합 및 라이브 문화를 주도적으로 선도해오며 힙합씬의 가장 진보적인 클럽으로 평가 받았다. 처음 주로 공연을 했던 사람들은 BLEX 동호회 사람들이며, Soul Train이나 SNP도 초기에 잠시 공연을 했었다. 1998년 여름부터는 크고 작은 공연과 이벤트를 기획하였는데, 특히 압구정동 갤러리아 백화점 앞에서의 공연은 힙합을 좀 더 널리 알리는 성과를 거두었다는 평을 받았다.
1999년부터 앨범 제작 및 아티스트 매니지먼트로 그 활동 폭을 넓혔는데, 자체 클럽에서 활동하는 아티스트들의 앨범인 mp000 시리즈, 외부 국내 아티스트의 앨범을 대행 판매해주는 mp100 시리즈, 국외 아티스트의 앨범을 수입 판매해주는 mp200 시리즈로 구분하여 판매했다. 공연에도 박차를 가해 "Hiphopper's Paradise" 등의 정기 공연을 열었다. 이 당시 주로 활동했던 아티스트에는 "MP 4천왕"이란 별명으로 불렸던 가리온, 주석, Side-B, Da Crew를 비롯해 Trespass, DJ Wreckx, DJ Soulscape, Infinite Flow, One Sun, Dope Boyz, Ill Skillz 등이 있다. 2001년 3월에는 문화관광부 산하 한국문화컨텐츠 진흥원으로부터 "벤쳐타운 입주 대상 업체"로 선정되기도 했다.
한국 언더 힙합씬의 황금기를 장식한 클럽 MP는, 그러나 여러 사정으로 인해 2001년 12월 마지막 공연 Still-A-Live를 갖고 문을 닫는다. 클럽 MP 자리에는 클럽 정글이 들어섰으며, 이후 재정적인 문제로 인해 문을 닫고 현재는 클럽 Geek가 그 자리를 차지하고 있다.

### 제2기: 힙합 레이블 MP (2002~2006)
클럽 MP가 문을 닫은 후 얼마간은 한국 언더 힙합씬의 암흑기라고 평하는 사람이 있을 정도로, 공연장의 부족 등으로 언더 힙합씬이 침체되게 된다. 2001년 12월 마지막 공연을 갖고 휴장 후 짧은 공백을 가졌던 Masterplan은, 이종현 씨를 CEO로 하는 레이블로 변모하며 2002년 10월에는 (주)마스터플랜 프로덕션으로 법인화하는 과정을 마친다.
이미 클럽 시기에 주석, Da Crew 등 다수의 아티스트의 앨범을 발표한 Masterplan은 좀 더 전문적인 체계로 후속 앨범들을 발매하기 시작한다. 한국의 언더그라운드의 대표로 자리잡았던 제1기와 달리, 제2기에는 뮤지션들을 하나둘 오버그라운드로 데뷔시킨다. 이 과정에서 오버그라운드 데뷔를 한 가수에는 주석, Defconn, Vasco, I.F. 등 다수가 있다. 그에 따라 소속 아티스트들의 음악 스타일도 점점 바뀌어, 거칠고 어두운 반주와 철학적이고 무거운 가사로 대표되었던 제1기와 달리 메인스트림적인 흥겨운 사운드와 쉬운 가사의 음악들이 많이 나오게 된다. 이 변화는, 제1기 때 팬이었던 사람들에게 아쉬움을 남겨 점점 "상업화"라는 비난이 늘어가고, 또 마침 설립된 신의의지 레코드가 언더그라운드의 새로운 대표 레이블로 각광 받으면서 외면을 받기 시작한다. 하지만 시간이 흘러, 이러한 음악 스타일의 변화를 새로운 Masterplan으로 인정하고 즐기는 사람들이 늘어났다.
한편 일본과의 교류도 늘어 Shock to da MP 등의 공연이나, 일본 힙합 클럽 Harlem과의 교환 파티 등을 벌였다.

### 제3기: 프로페셔널 음악 레이블 MP (2007~ )
제3기는 힙합을 중심으로 하되, 힙합에만 묶이지 않고 장르의 벽을 넘어 넓은 스펙트럼의 음악을 하겠다고 공표한 시기이다. 제3기의 시작을 알리는 뉴스와 함께, Master Plan은 B-Boy인 Maximum Crew와 인디 락 그룹 Serengeti를 영입하였다. 이와 함께 Master Plan을 대표했던 많은 아티스트들이 빠져나갔는데, 주석, Defconn, DJ Wreckx 등이 대표적이다. 그로 인해 자연스럽게 Master Plan은 인원 교체가 이루어졌다.
그러나 Maximum Crew의 가수 활동 실패와 주요 아티스트들이 빠짐으로 인한 브랜드 파워 하락으로 Master Plan은 점차 리스너들 사이에서 외면 받기 시작하였으며, 이 상황은 Overclass와 같은 활발한 활동을 펼친 '신인'들에 의해 더욱 가속화되었다.
그러던 중 2009년 6월, Schedule-1이 “과거의 영예를 잊지 못하고 언제부턴가 침체일로에 놓이게 된 한국 힙합 씬을 바라보며, 미약하나마 새롭게 뭔가를 시작해야겠다는 생각에서 어려운 결정을 내렸다.”는 설명과 함께 힙합 레이블로써의 면모로 다시 돌아올 것을 밝혔다. 이 소식과 함께 마스터플랜은 Born Kim, One Sun, Joe Brown, Schedule-1이 함께 작업한 신곡을 발표하면서 Life Style Party란 힙합 파티를 정기적으로 열 것이라고 말하였다. 더불어 7월부터 정기적으로 매달 새로운 싱글 (re)DEFINE 시리즈를 내놓을 것이라 발표하였으며, 그 첫 번째로 Joe Brown의 Declare War 싱글이 나왔다. 이 시리즈 역시 2009년 10월 나온 세 번째 시리즈를 끝으로 더 이상 발표되지 않게 되면서, Master Plan의 힙합씬 내 입지는 더욱 좁아졌다.
그러나, Master Plan은 이미 프로페셔널 음악 레이블 시기로 접어들면서 눈을 힙합 바깥으로 돌리고 있었는데, 결정적 사건 중 하나는 해피로봇 레코드와 자매 레이블을 맺은 것이다. 마스터플랜 뮤직그룹이라는 큰 그룹 안에 해피로봇 레코드와 자매 레이블 관계가 된 마스터플랜은 이후 여러 인디 공연을 기획하였으며, 특히 2007년부터는 음악 단체 민트 페이퍼와 자체 소속 공연기획팀 Paraid가 힘을 합쳐 그랜드 민트 페스티벌을 개최해오고 있다. 또 이사인 이창의 (DJ Tactics) 씨를 중심으로 우수한 해외 음원의 발굴을 시도하며 시부야계, 하바드, 다이시 댄스 등 트렌디한 일본 음악을 소개하기도 했고, 토이의 보컬인 이지형, 노 리플라이, 장세용 등의 국내 모던 아티스트도 기획했다. 이에 따라 사업의 중심은 과거에 비해 확연히 힙합에서 인디 밴드로 옮겨진 상태이다.

## 컴필레이션 앨범
Masterplan은 2000년부터 2004년까지 네 장의 정식 컴필레이션을 발표했다. 2002년에는 두 장으로 함께 발표하여 따로 판매하였고 2003년에는 발표하지 않았다. 원래는 매년 나오는 시리즈였으나 2004년 앨범 이후로 아직까지 아무런 앨범 발매는 물론 예정된 앨범도 없다. 한편 2002년에는 마지막 공연 Still-A-Live의 실황을 담은 앨범이 발매되었다.

### MP HIPHOP 2000: 초
2000년 6월 5일 발매된 첫 MP 프로젝트 컴필레이션이다. 16곡이 수록된 첫 번째 CD와 2곡과 컴퓨터에 넣으면 나타나는 Masterplan 소개 프로그램이 들어있는 두 번째 CD로 구성되어있다. 네 장의 컴필레이션 중 가장 단체곡이 많았으며, 클럽 MP에서 활동하던 그룹들의 대표곡 또는 신곡들이 수록되어있다. 타이틀곡인 "초"는 뮤직비디오가 제작되어 방송되었다. 2005년 3월 29일 디지팩으로 재발매되었다.
참여진: DJ Wreckx, Side-B(T'ache, G.A.S.S., Niddle), A.Jay, 주석, Ill Skillz(Leo Kekoa, Vinnie Del Negro, Make-1), Deegie, 가리온(MC Meta, 나찰, JU), Soul Chamber(Pe2ny, DJ Soulscape), Da Crew, Issac, Gangtholic(Tyung, Doboi), Def Roy, MC 성천, DJ Schedule-1, 6point, More

### MP HIPHOP 2001: 대박
2001년 6월 4일 발매된 두 번째 MP 프로젝트 컴필레이션이다. 각각 11곡과 10곡이 들어있는 두 장의 CD로 되어있으며, 중국 DJ인 DJ Tommy가 참여하여 화제가 되었다. 타이틀곡은 "힙합 초급반"이었으며, 뮤직비디오가 제작되어 방송되었다. 6월 22일에는 LP로 제작되어 따로 판매되었다.
참여진: DJ Wreckx, Side-B(T'ache, G.A.S.S.), One Sun, K-Ryders(Mithra 眞, 경빈), 822(주석, Ill Skillz(Leo Kekoa, Vinnie Del Negro, Make-1), Miniman, Supasize), Trespass(Issac Squab, 거북), 신건, Cadenza, K.O.D(6point, Baesam, Z.A.Son), Daggaz(예솔, Skul1), DJ Tommy, Da Crew, Daytrippers, DJ Schedule-1

### MP Still-A-Live
2002년 2월 6일에 발매된 라이브 앨범이다. 2001년 12월 열린 클럽 MP의 마지막 공연 Still-A-Live의 실황 녹음 31곡이 영상과 함께 DVD에 담겨있으며, 마지막 트랙은 Masterplan이 레이블화될 때 계약한 아티스트들이 모여 콜라보한 단체곡 "Still-A-Live"이다.
참여진: DJ Wreckx, Infinite Flow(Goliath Monster, 넋업사니), Da Crew, Deng Starr, The Z, Ill Skillz(Leo Kekoa, Vinnie Del Negro, Make-1), 신건, Miniman, 과일사냥꾼(유남생, 딸기쨈토끼), Boltrix(에시리, 구자구), Born Slang(Born Kim, Slang), Deegie, Gangtholic(Tyung, Doboi), Defconn, One Sun, DJ Freek, Blood, Mithra 眞, DJ Soulscape, Side-B(T'ache, G.A.S.S., Red-Roc), 주석, DJ Smood, Kross(Joe, Rhymer), 45RPM(Zolla, T.D.M., G.R.), Redrum(Sketcha, Taga, Mad-C), PJ Peepz(Nanpa, Sammy Sosa, Shadow), Phase Out, K.O.D(6point, Baesam), 5th Season, Daggaz(예솔, Skul1), DJ Schedule-1, Deadly Combination(Supasize, Leftee)

### MP HIPHOP 2002: 풍류
2002년 12월 24일 발매된 세 번째 MP 프로젝트 컴필레이션이다. Part.1과 Part.2로 나뉘어 따로 판매되었으며, 둘 다 16곡이 수록되어있다. 이번 앨범에는 다수의 외부 아티스트를 참여시켰다는 것이 크나큰 특징이며, 그 중에는 일본 래퍼 Sphere, 호주 래퍼 Digga, Detect 등이 있다. 타이틀곡은 "풍류가"였으며, 네 장의 컴필레이션 중 유일하게 뮤직비디오가 촬영되지 않았다. 이 앨범은 2003년 4월 10일 Part.1과 Part.2를 묶은 합본집 형태로 재발매되었으며, 워크래프트 3을 이벤트로 끼워주기도 했다.
참여진: Analozik, Defconn, One Sun, Vasco, Infinite Flow(Goliath Monster, 넋업사니), Born Kim, 주석, Square(Supasize, Sammy Sosa), B.L.X.(에시리, 구자구), Cubic, Double K, B-Soap, Krucifix Kricc, Mountain Brothers(Chops, Styles, Peril-L), Heidi, DJ Wreckx, Red-Roc, 이슬, G-Masta, Schedule-1, 각나그네, 9th Kill, 조동희, QJ, DJ Tactics, Juvie Train, 이현도, Sphere, DJ Freek, DJ Honda, Soulcalypse, 김진표, DJ Soulscape, Verbal Jint, As One, Rhymer, 실력, Digga, Detect

### Masterplan Presents "Change the Game"
2004년 3월 30일 발매되었으며, 2009년 12월 현재까지 마지막으로 나온 Masterplan의 컴필레이션 앨범이다. 앨범 제목은 세대 교체를 이룬다는 의미에서 "Change the Game"이라 명명되었다. 이전 앨범들에 비해서 클럽 음악의 비중이 상당히 크며, 두 CD로 만들어져 첫 번째 CD는 기존 Masterplan 아티스트의 곡들을, 두 번째 CD는 데뷔한 지 얼마 안 되는 신인들의 곡들을 담았다. 타이틀곡 "Change the Game"은 뮤직비디오가 제작되어 방송되었다.
참여진: Square(Supasize, Sam Skinnie), Vasco, 주석, Schedule-1, DJ Soulscape, Verbal Jint, Analozik, Defconn, One Sun, Infinite Flow(Goliath Monster, 넋업사니), Born Kim, QJ, DJ Tactics, 각나그네, DJ Freek, Windy City, 237, Brown Hood, LnB, Zagun

## 발매 앨범

#### mp000
- 1999년 11월 SWEETPEA - 달에서의 9년
- 1999년 12월 Side-B - In the Place to Be
- 2000년 5월 Various Artists - MP HIPHOP 2000 초
- 2000년 9월 DJ Soulscape - 180g Beats
- 2000년 11월 주석 - Only the Strong Survive
- 2000년 12월 Da Crew - City of Soul
- 2001년 1월 Daytripper - 수집가
- 2001년 5월 Various Artists - MP HIPHOP 2001 대박
- 2001년 9월 주석 - Beatz 4 Da Streetz
- 2001년 12월 One Sun - 어부사
- 2002년 2월 Various Artists - MP Still-A-Live
- 2002년 4월 Espionne - 어쩌면
- 2002년 6월 Infinite Flow - Respect 4 Brotha
- 2002년 7월 주석 - Welcome 2 the Infected Area
- 2002년 12월 Various Artists - MP HIPHOP 2002 풍류 part.1
- 2002년 12월 Various Artists - MP HIPHOP 2002 풍류 part.2
- 2003년 4월 Analozik - 편지함
- 2003년 4월 Various Artists - MP HIPHOP 2002 풍류 합본집
- 2003년 5월 Defconn - Lesson 4 tha People
- 2003년 8월 dj soulscape - Lovers
- 2003년 9월 One Sun - For Whom
- 2003년 10월 Defconn - 1 1/2 Rawyall Flush
- 2003년 11월 주석 - Superior vol.1: This Iz My Life
- 2004년 3월 Various Artists - Masterplan Presents "Change the Game"
- 2004년 7월 Vasco - The Genesis
- 2004년 11월 Defconn - 콘이 삼춘 다이어리
- 2005년 6월 I.F. - We Are Music
- 2005년 8월 주석 - Superior vol.2: Seoul City's Finest
- 2005년 11월 Spit Fire - Ignition
- 2006년 3월 I.F. - 연애편지
- 2006년 4월 Defconn - City Life
- 2006년 8월 Square - Rookie of the Year
- 2006년 12월 I.F. - More than Music
- 2006년 12월 One Sun - ONE
- 2007년 3월 Schedule 1 - Fight 4 Right
- 2007년 3월 B-Boy Maximum - TO THE MAXIMUM
- 2007년 4월 dj soulscape - 창작과 비트 vol.1: pattern for words
- 2007년 9월 Vasco - 덤벼라 세상아
- 2008년 1월 Serengeti - Afro Afro
- 2008년 2월 Minos - Ugly Talking
- 2009년 2월 Maximum Crew - 삐에로
- 2009년 2월 Born Kim - Begin Legend
- 2009년 7월 Serengeti - Oasis
- 2009년 9월 DJ Schedule 1 - I Am the Club
- 2010년 3월 Serengeti - JAM-BO-REE
- 2010년 4월 Joe Brown - Me, Myself & I
- 2010년 8월 One Sun - New Old School
- 2011년 6월 Serengeti - COLORS OF LOVE

#### mp100
- 2002년 3월 2soo - The First... 0.5 EP
- 2002년 3월 Da Crew - Coma
- 2002년 5월 Kross - Rebirth of Kross
- 2002년 6월 MC 신건 - Lyricist
- 2002년 9월 Krucifix Kricc - Kandid Collection vol.1
- 2003년 1월 2dr - Chapter One : One Luv
- 2003년 11월 Asoto Union - Sound Renovates A Structure
- 2005년 4월 Lil Joe - The Ghetto Club
- 2005년 6월 Windy City - Love Record
- 2008년 8월 봄 여름 가을 겨울 - 아름답다 아름다워

#### mp200
- 2002년 6월 Wino - Not Alone
- 2002년 6월 Mountain Brothers - Self Volume 1
- 2002년 11월 Various Artists - Who's the Man in the Masterplan
- 2003년 7월 DJ Jun - Alchemy

#### mp300(재발매)
- 2005년 3월 Various Artists - MP HIPHOP 2000 초
- 2005년 10월 dj soulscape - 180g Beats
- 2006년 1월 espionne - 어쩌면
- 2006년 2월 Infinite Flow - Respect 4 Brotha

### MPX-000 (Mixtapes)
- 2002년 3월 Schedule 1 - Thug Schedule
- 2002년 9월 Schedule 1 - Thug Schedule vol.2
- 2002년 12월 Schedule 1 - Street Reporter
- 2003년 8월 Schedule 1 - Find Me in da Club
- 2004년 3월 Schedule 1 & DJ Pac - Double Dare
- 2004년 3월 Schedule 1 - enTRAP

### MPD-000 (디지털)
- 2008년 6월 Serengeti & DJ Wreckx - Care All Round the Earth
- 2009년 8월 Joe Brown - (re)DEFINE Vol.1 : Declare War
- 2009년 9월 Born Kim - (re)DEFINE Vol.2 : Romantic Seoul
- 2009년 10월 One Sun - (re)DEFINE Vol.3 : When I Heard About U
- 2010년 2월 Serengeti - Helo, Bye...
- 2010년 3월 Joe Brown - I Can't Move
- 2011년 1월 Schedule-1 - Back Hug
- 2011년 2월 Schedule-1 - Get Up Get Down
- 2011년 4월 Schedule 1 - Raw Saw Audio Vol.1 "Turn This Sh!t Up"
- 2011년 5월 Serengeti - 바다로 가는 길
- 2011년 7월 Schedule-1 - Raw Saw Audio Vol.1 "Feel It"

## 디스 사건

### Defconn & Verbal Jint
2001년 7월 발매된 Defconn의 EP Straight from tha Streetz의 수록곡 No Joke는 Verbal Jint와 한 곡으로, 클럽 MP를 디스하는 곡이다.
아이러니하게도 이 곡을 계기로 Defconn은 Masterplan에 알려져 클럽 MP 무대에 서게 되고, 레이블이 된 후에도 계약을 맺어 활동하게 되었다. Verbal Jint는 클럽 MP 무대에 서지 않았지만, MP HIPHOP 앨범에 참여하고 B-Boy Maximum 앨범에 참여하는 등 현재 좋은 관계를 유지하고 있다.

### Soul Train
Soul Train의 리더라고 할 수 있는 DJ Uzi는 Masterplan 무대에 섰을 때, Masterplan 아티스트와 클럽 관계자들을 싸잡아 욕하는 사건이 있어 큰 파문이 된 적이 있다. 이는 "우지 파문"이라고 해서 큰 사건으로 기록되어있다. 또한, 2001년에 공개된 두 곡 Shubidubidubdub과 This Is How We Run은 둘 다 Masterplan을 디스하는 곡이다.
이는 당시 Soul Train 아티스트들이 공연 때 외국곡을 불렀다가 한국 힙합을 고집하는 Masterplan 공연진들과 갈등을 빚어 Soul Train이 공연을 할 수 없게 되자 만들어진 것이라고 하고 있다. 현재는 모든 감정이 풀어진 상태라고 한다.

### NODO
2008년 4월 말, NODO는 Overclass 싸이월드 클럽을 통해 Master Plan을 디스하는 곡 이제는 말할 수 있다를 발표하였다. 곡은 원래 3월 1일에 발표될 예정이었으나 함께 한 Rama가 원치 않아 미루어졌고, 결국 Rama의 가사를 거의 모두 들어낸 후 공개된 버전이었다. 이 곡은 Master Plan의 멤버였던 NODO가 한 것이었다는 점에서, 그리고 Master Plan의 기둥이었다고도 할 수 있는 DJ Wreckx가 스크래칭으로 참여하여서 큰 충격을 주었다. 곡은 MP 10주년 공연 때 있었던 기분 나쁜 일에 기반을 두고 쓴 노래라고 한다.

## 소속 아티스트

### 현재 소속 아티스트
- Born Kim
- DJ Tactics
- Joe Brown
- OneSun

### 과거 소속 아티스트
- 주석 : 101 ent. 소속
- 데프콘 : D.I. Entertainment 소속
- I.F. - 넋업샨 : C9 Entertainment(얼라이브) 소속, Bizniz : BrandNew Music 소속
- DJ Freek : Blind Alley Records 소속
- DJ Wreckx : Basic Entertainment 소속 및 운영
- DJ Smood : 무소속
- Vasco : Just Music 소속, Independent Records 운영
- Nanpa : 음악 활동 중단
- Spit Fire : Vasco, Schedule-1, Fractal : 프로젝트 팀이었음
- Square : Supasize, Sam Skinnie : 해체
- All Mighty : Sevin, 20th Century Boyz
- 봄 여름 가을 겨울 : 김종진, 전태관
- One Sun
- DJ Soulscape
- 박재민 : T.I.P. Crew, HB Entertainment 소속
- Schedule-1 : Entrap Entertainment 소속
- Maximum Crew - Wake-up, 타조, 미키, 이글, A.L., Street, Mighty, Tiger, Roadrunner[4]
- Serengeti : 물고기뮤직 소속